# Едді Кларк
Едді Кларк (англ. Eddie Clarke, справжнє ім'я Edward Allan Clarke — Едвард Аллан Кларк, 5 жовтня 1950 — 10 січня 2018), також відомий, як «Fast» Eddie Clarke — британський музикант, гітарист і співак, відомий участю в хеві-метал групах «Motörhead» і «Fastway». Також відомий по спільній роботі з Філом Тейлором.

## Творчість
Е.Кларк почав грати на гітарі у п'ятнадцятирічному віці у багатьох місцевих групах. У 1973 році він став професіоналом, граючи на місцевих концертах до 1973 року у складі рок-гурту Blues Prog з Крітісом Найтом на чолі. У 1974 році гурт записав альбом під назвою «The Second Coming» в Олімпійських студії. Кларк написав музику до текстів Найта, зокрема трек під назвою «Сповідь».
Кларк також записав альбом «Sea of Time» із Зевсом. Пізніше з друзями: гітаристом Алланом Калланом, клавішником Нікі Хогартом та ударником Крісом Перрі, Кларк взяв участь у записі джем-сесії на студії в Пікаділлі. У результаті цього квартет підписав угоду з «Anchor Records» і назвав групу «Blue Goose». Підписавши контракт, Кларк, Хогарт і Перрі залишили Зевса і зосередилися на власному проекті з Калланом.
Гурт «Blue Goose» у 1974 році випустив свій однойменний альбом на студії «Anchor».
Незабаром Е.Кларк сформував ще одну групу з басистом Be-Bop Deluxe, Чарлі Томаєм, вокалістом Енн Мак-Клаккі та Джимом Томпсоном, що грав на барабанах. Але, не підписавши угоду, на початку 1975 року гурт розпався.
Наступного року Е.Кларк почав виступати з колективом «Motorhead». Він був одним з учасників першого складу. Однак, під час подорожі по США у 1982 році Кларк покинув «Motrhead». Пізніше він заснував свою власну під назвою Fastway.

## Досягнення
У 2004 році музикант посів 43 місце в списку 100 кращих хеві-метал гітаристів усіх часів за версією журналу «Guitar World».

## Смерть
Помер 10 січня 2018 року у віці 67 років в одній із британських лікарень. Причина смерті — пневмонія.

## Дискографія
Curtis Knight and Zeus
- 1974 The Second Coming
- 1974 Sea of Time

Гурт Motörhead
- 1977 Motörhead
- 1979 Overkill
- 1979 Bomber
- 1980 Ace of Spades
- 1981 No Sleep 'til Hammersmith
- 1982 Iron Fist
- 2003 Live at Brixton Academy
- 2005 BBC Live & In-Session
- 1990 The Birthday Party (video) (Записано у 1985 році)
- 2001 25 & Alive Boneshaker (DVD) — live at their 25th anniversary show Brixton, 13 листопада 2000 року на DVD&CD

Гурт Fastway
- 1983 Fastway
- 1984 All Fired Up
- 1986 Waiting for the Roar
- 1986 Trick or Treat (soundtrack album)
- 1988 On Target
- 1990 On Target
- 1992 On Target / Bad, Bad Girls
- 2010 Steal The Show — 4 CD Live Box Set.
- 2011 Eat Dog Eat

Сольна кар'єра
- 1993 The Muggers Tapes
- 1993 It Ain't Over Till It's Over
- 2007 Fast Eddie Clarke Anthology
- 2014 Fast Eddie Clarke — «Make My Day — Back To Blues» CD & Download

В якості гостя
- 2000 Necropolis End Of The Line — «A Taste For Killing»
- 2003 Chinchilla Madtropolis — «When The Sand Darkens The Sun»
- 2005 Masque Look Out — «I've Had Enough Of The Funny Stuff»